# Valkó (comitat)
Pour les articles homonymes, voir Vukovar.
Valkó ou Vukovar (latin : Comitatus Valkoensis ou Comitatus Vukovariensis) est un ancien comitat du royaume de Hongrie, créé au XIIIe siècle dans la région de Syrmie et conquis par les Ottomans en 1521. En 1718, le territoire entier est récupéré par les Habsbourg et intégré à la frontière militaire de l'empire d'Autriche. Le comitat est rétabli en 1715 et intègre le comitat de Syrmie.